# Solfato stannoso
Il solfato stannoso è il sale di stagno(II) dell'acido solforico, avente formula SnSO4.
A temperatura ambiente si presenta come un solido incolore o bianco inodore.